# Szomor
Szomor je vas na Madžarskem, ki upravno spada pod podregijo Tatabányai Županije Komárom-Esztergom.